# Сулібеля
Сулібеля — муніципалітет у комарці Конка-де-Барбера в Каталонії, Іспанія.
Вперше згадується в документі 1058 року, він височив навколо замку, від якого сьогодні залишилися лише руїни. Він був володінням монастиря Сантес-Креус, а в 1393 році він перейшов до каталонської корони.
Середньовічне святилище Таллат розташоване неподалік, між Солівелла та Беллтал. 